# Зубной щёлкающий согласный
Зубной щёлкающий согласный (дентальный щелчок; прослушать) — согласный звук, относится к щёлкающим звукам или кликсам. Как фонемы
эти звуки встречаются только в койсанских языках и в ритуальном австралийском языке дамин, одного из коренных племён Австралии, но в русском языке он используется для звукоподражания цоканью копыт.
- Передняя смычка: ламинальная денто-альвеолярная
- Способ артикуляции: аффриката
- Обозначение в русской практической транскрипции (при передаче имён с койсанских языков): цъ

| Язык  | Слово     | МФА          | Перевод                |
| ----- | --------- | ------------ | ---------------------- |
| Хадза | cinambo   | [ǀinambo]    | светлячок              |
| Зулу  | ingcosi   | [iᵑǀʱǒ̤ːsi]   | немного                |
| Зулу  | incwancwa | [iᵑǀwáːᵑǀwa] | кислая кукурузная мука |
| Нама  | ǀgurub    | [ǀȕɾȕp]      | листья                 |
| Нама  | ǀHōǂgaeb  | [ᵑ̊ǀʰȍòǂàè̯p]  | ноябрь                 |